# Axel Vervoordt
Axel Vervoordt est un collectionneur d'art, antiquaire, décorateur, commissaire d'exposition et entrepreneur belge né à Anvers en 1947. Il développe très tôt une esthétique hétérodoxe mêlant des objets d'époques et de cultures différentes caractérisée par son goût pour le wabi. Après avoir racheté tout le quartier du Vlaeykensgang pour le protéger de la destruction, le restaurer et en louer les appartements, Axel Vervoordt devient un antiquaire et se fait remarquer dans ce milieu. Il élargit ses activités à la fin des années 90, en montant des expositions, en aménageant des intérieurs et en créant des galeries d'art. Il a depuis regroupé toutes ses activités dans une ancienne malterie anversoise.

## Jeunesse (1947-1969)
Axel Vervoordt est né dans une famille caractérisée par son goût pour les arts et la vie intellectuelle. Il souhaite devenir marchand d'art, son père en doute et le met à l'épreuve tandis que sa mère l'inspire en restaurant de vieilles demeures d'artistes.

### Enfance
Axel Vervoordt est né à Anvers en 1947. Son père Jos est un marchand de chevaux et sa mère Mani gagne sa vie en restaurant et en louant des maisons, ils fréquentent de nombreux artistes et intellectuels. Le jeune Axel est marqué par ce bouillonnement culturel qui va le conduire à hanter les salles des ventes à la recherche d'objets en mesure d'éveiller sa curiosité. Il s'intéresse à des objets habituellement délaissés des collectionneurs comme des treen (petites pièces en bois), des objets tournés en ivoire et des memento mori. Lui vient alors l'idée de devenir marchand d'art, sa mère le soutient mais pas son père.

### Séjour en Angleterre
Son père se rend régulièrement en Angleterre pour vendre des chevaux à des aristocrates Anglais. Lorsqu'Axel atteint ses 14 ans, il lui prête de l'argent pour lui permettre d'acheter des œuvres d'art. Mais son père demande des intérêts en échange de ce prêt, ce qui va lui permettre de mettre à l'épreuve son fils qui désire tant devenir marchand d'art. Axel Vervoordt ignore les modes de son temps et se contente d'aller vers les œuvres qui lui plaisent, c'est a posteriori qu'il se renseigne sur les œuvres qu'il achète. Cette démarche lui permet d'acheter à bon prix ce qui n'est plus à la mode. Il bénéficie d'un contexte favorable – celui des années 60 – dans lequel les taxes sur l'héritage étaient devenues si importantes que de nombreuses familles se voyaient contraintes de mettre en vente des biens transmis dans la famille depuis des générations, une aubaine pour le jeune amateur d'art. À l'issue de ce séjour anglais, Axel Vervoordt acquiert un portrait attribué à Gainsborough.

### Sauvetage du Vlaeykensgang

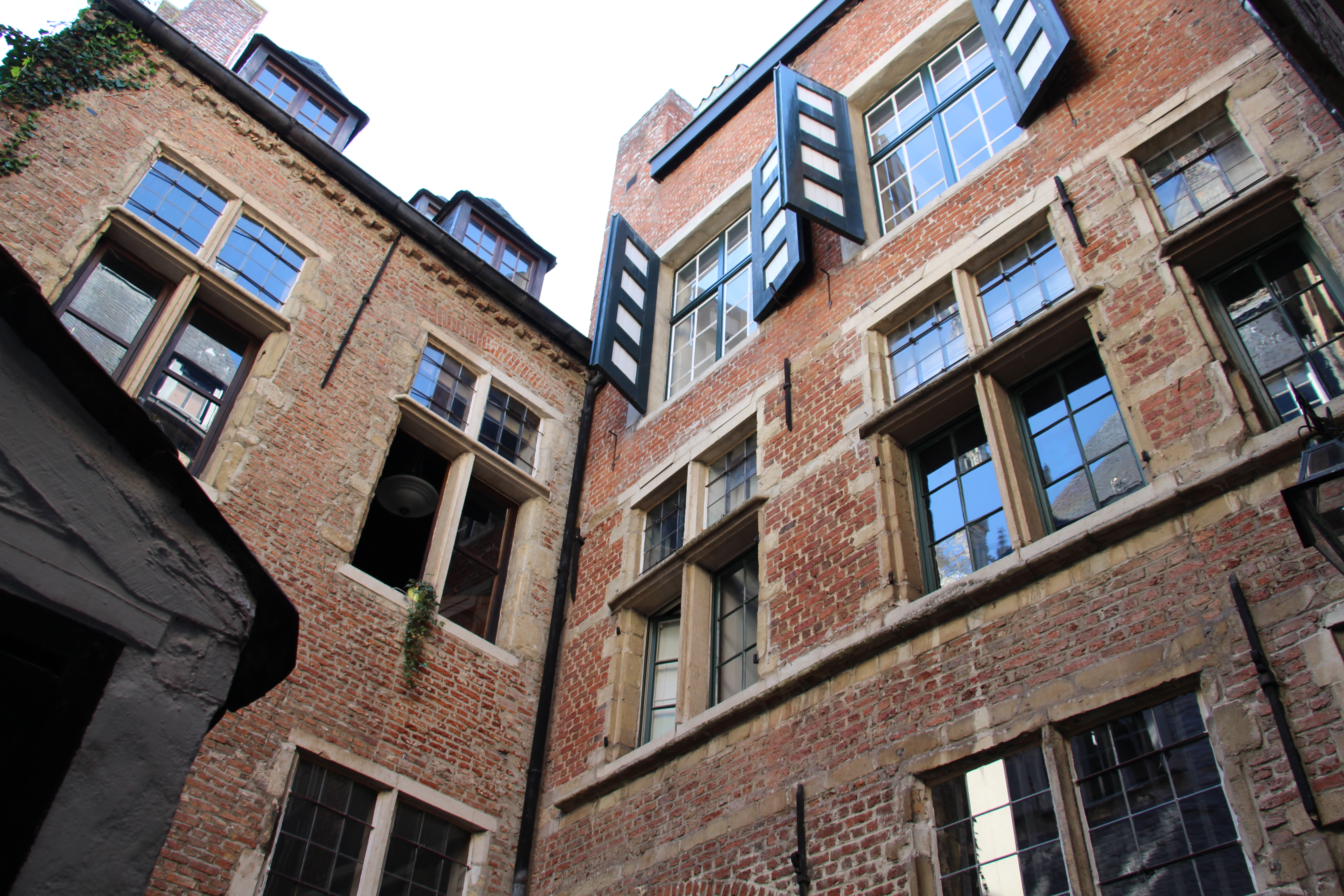
Vue de maisons du Vlaeykensgang

Mani, la mère d'Axel, se lance dans la restauration de maisons en ruines au début des années 60,. Ces maisons sont situées dans le quartier de Vlaeykensgang, un quartier du XVIe siècle dans lequel naquirent Jacob Jordaens et Antoon van Dyck,. Axel accompagne souvent sa mère et l'aide dans ses restaurations, il est frappé par le caractère charmant et chaleureux de ces demeures que les flamands nomment gezelligheid. À la fin des années 60, Axel Vervoordt apprend que la démolition du quartier est prévue afin de construire un parking. Il va alors acheter l'intégralité du quartier en 1968 en empruntant de l'argent à son père. Il lui faudra 18 ans pour tout restaurer.

## Devenir antiquaire (1969-1997)
C'est à l'âge de 21 ans qu'Axel Vervoordt devient antiquaire et découvre l'esthétique wabi qui fera sa renommée. Il se fait remarquer dans le milieu des antiquaires par sa manière hétérodoxe de présenter ses objets et œuvres d'art ainsi que par la vente de 10 000 porcelaines Ming. Ces premiers succès le conduisent à acheter et restaurer un château à proximité d'Anvers.

### Naissance d'un antiquaire
Cette même année, âgé de 21 ans, il achète un tableau de Magritte intitulé La Mémoire pour 2400 $, il parvient à la revendre pour 50 000 $. C'est ainsi qu'il réalise qu'il peut vivre de sa passion et devenir antiquaire,. Il rencontre l'artiste Belge Jef Verheyen et lui achète une toile qui lui fait découvrir le mouvement ZERO. Axel Vervoordt s'ouvre alors à l'art contemporain mais également à l'art asiatique car les recherches sur le vide du mouvement ZERO le conduisent naturellement à étudier le taoïsme et le bouddhisme Zen, il part même faire un séjour en Thaïlande, au Japon et au Cambodge. De ce voyage, il rapporte l'esthétique wabi qui le singularise comme antiquaire. En effet, à la différence de l'habitude des antiquaires de présenter leurs antiquités par époque et dans une disposition qui laisse imaginer qu'il s'agit bien d'une boutique, Axel Vervoordt présente ses objets de telle sorte que le visiteur a l'impression de traverser les pièces d'une maison, les objets qui s'y trouvent sont d'époques et de cultures différentes et ils ne se réunissent dans une même pièce que parce qu'Axel leur trouve une ressemblance. Axel Vervoordt s'éprend de May lors d'une soirée anversoise, il l'épouse en 1972. Le couple emménage dans l'une des plus grandes bâtisses du Vlaeykesgang et fait de ce domicile un manifeste de leur esthétique, c'est également là que naissent leurs deux fils, Boris et Dick,. Leur demeure est alors visitable et les objets et œuvres d'art à vendre sont mis en scène dans leur intérieur, ce qui en fait très vite un rendez-vous mondain.

### Les 10 000 porcelaines
En 1984, Axel Vervoordt se rend à Amsterdam, il vient d'apprendre la mise aux enchères d'un lot de 10 000 porcelaines chinoises Ming tirées des cales d'un bateau naufragé. Axel apprécie immédiatement les céramiques dont la couleur et le dessin avaient été altérés par leur séjour en mer. Il leur trouve une spontanéité proche du dessin zen ou de la peinture gestuelle. C'est là qu'il fait preuve de ruse en créant un catalogue de cette collection de porcelaines dans lequel il prétend distinguer les céramiques en bon état des mauvaises. Ainsi, lorsqu'Axel Vervoordt annonçait qu'il voulait un lot, tous les autres enchérisseurs suivaient. Par conséquent, dès qu'il savait qu'un lot était mauvais, il faisait croire qu'il le voulait et tous les autres enchérisseurs se battaient pour l'avoir et dès qu'il savait qu'un lot était bon, il le déclarait mauvais et finissait par l'avoir, faute d'enchères. Au bout de ces très longues enchères, il repart avec 7400 céramiques, sa femme pense qu'il est devenu fou. Cette même année il présente ces céramiques fraîchement acquises à la Biennale des Antiquaires à Paris sous la forme d'une tour, la présentation impressionne les visiteurs et il réussit à vendre nombre de ces porcelaines,.

### Le château de 's-Gravenwezel
Grâce à la vente de ces porcelaines, il peut se mettre en quête d'une nouvelle demeure car sa maison de Vlaeykensgang devient trop petite pour ses activités. C'est alors que le couple Vervoordt passe devant un château près d'Anvers qui portait l'inscription "1947 AV", ce qui correspondait à l'année de naissance d'Axel Vervoordt et à ses initiales. Le couple est stupéfait par cette coïncidence et achète le château et le rénove grâce à la vente des porcelaines,. Ce château se nomme Kasteel van 's-Gravenwezel, il s'agit d'une ancienne forteresse médiévale flanquée de deux tourelles du XVIIIe siècle, possédant 50 pièces et un parc de 60 hectares,. Le château est en mauvais état et il faut quatre ans au couple pour le rénover. Axel Vervoort, qui avait conservé quelques-unes de ses céramiques chinoises, leur dédie une pièce dans le château. Le château de 's Gravenwezel devient le nouveau siège de l'entreprise d'Axel Vervoordt avec une cinquantaine d'employés, toutes les pièces du château sont mises à contribution pour stocker et exposer les œuvres et objets d'art ; et presque tout est à vendre, y compris le mobilier des employés. La situation dure 14 ans, le château est devenu purement résidentiel depuis lors.

## Diversification des activités (1997-aujourd'hui)
À l'approche de l'an 2000, Axel Vervoordt diversifie ses activités en s'essayant à celle de scénographe et de commissaire d'exposition, il y associe des œuvres d'époques et de cultures différentes. À partir des années 2010, il se voit de plus en plus confier des missions d'aménagement d'intérieurs par des clients séduits par son esthétique du dépouillement. La fin des années 2010 est marquée par l'ouverture progressive du site de Kanaal, qui regroupe toutes les activités d'Axel Vervoordt et de sa famille.

### Le commissaire d'exposition
En 2007, le commissaire d'exposition Matthijs Visser souhaite réunir un ensemble d'œuvres autour de la notion de temps pour monter une exposition à Venise mais ne parvient pas à trouver le lieu et les financements. Il en parle alors à Axel Vervoordt qui accepte de l'accompagner mais non sans quelque réserve. Axel, qui est le principal scénographe et mécène craint en effet que son esthétique wabi ne plaise pas à la critique voire la dérange puisqu'il se permet de mélanger des bols de raku japonais avec des toiles de Joan Miró et de Pablo Picasso,. C'est au contraire un accueil très positif que reçoit l'exposition Artempo, elle mêle des œuvres de pays et d'époques différentes, sans cartels, dans le Palazzo Fortuny lors de la Biennale de Venise. Cette exposition ouvre à Axel les portes de l'art contemporain, il s'empresse de réaliser deux expositions supplémentaires pour former une trilogie. La seconde est Academia : Qui est-tu ? en 2008 à l'École des Beaux-Arts de Paris et la dernière en 2009 se déroule à nouveau à la Biennale de Venise et s'intitule In-Finitum, elle porte sur la notion d'infini dans le fini. Les critiques finissent par s'abattre sur lui en 2011 lors de l'exposition TRA. Il y avait une ferronnerie de l' artiste cubaine Tania Bruguera sur laquelle était inscrit « Arbeit macht frei » (le travail rend libre), un slogan que l'on retrouvait sur les camps de travail nazi. Le fait de ne pas avoir expliqué l'œuvre, puisque aucun cartel n'est utilisé dans l'exposition, a choqué le critique Philippe Dagen. De manière générale, plusieurs critiques visent le caractère répétitif de son esthétique qui se résumerait à une tête de Périclès, une sculpture en albâtre et un tableau de Fontana mis ensemble avec la bonne patine, le bon éclairage et le bon contexte. D'autres visent le caractère mercantile de la démarche, puisque Axel vend ce qu'il expose. Axel réalise d'autres expositions par la suite au Palazzo Fortuny telles que Tàpies, The eye of the artist en 2013 et Proportio en 2015,.

Exposition Intuition en 2017, au Palazzo Fortuny
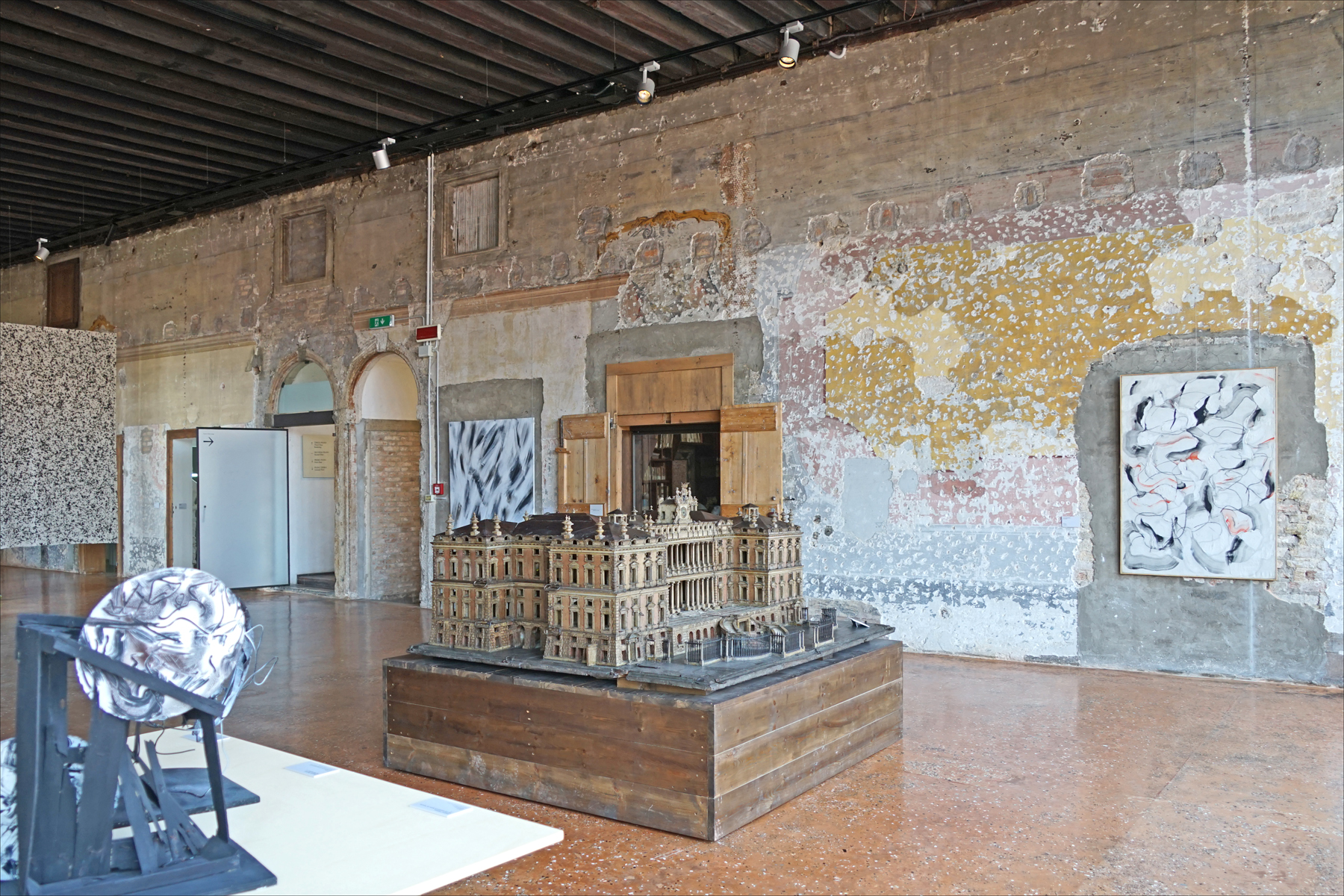
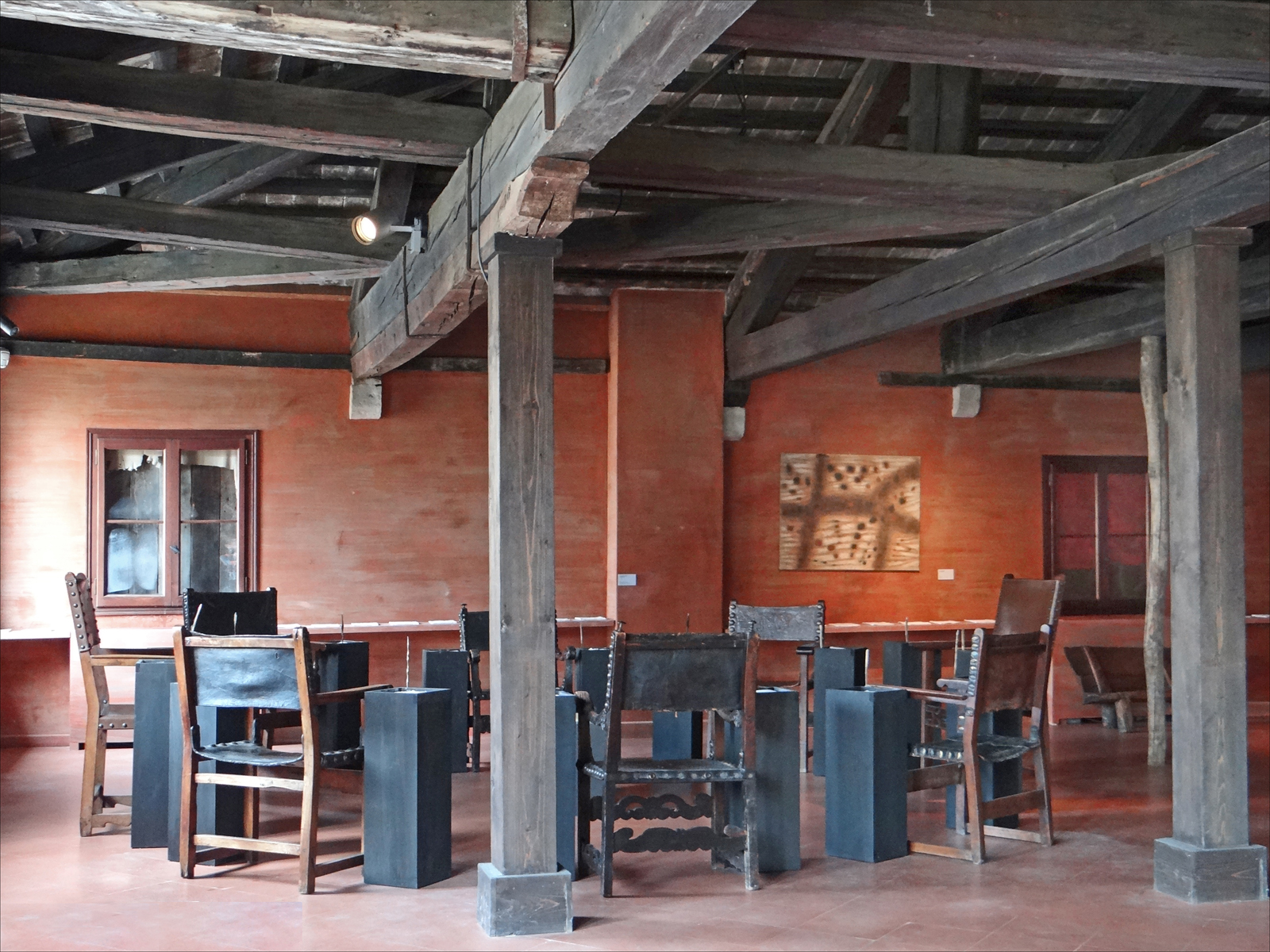
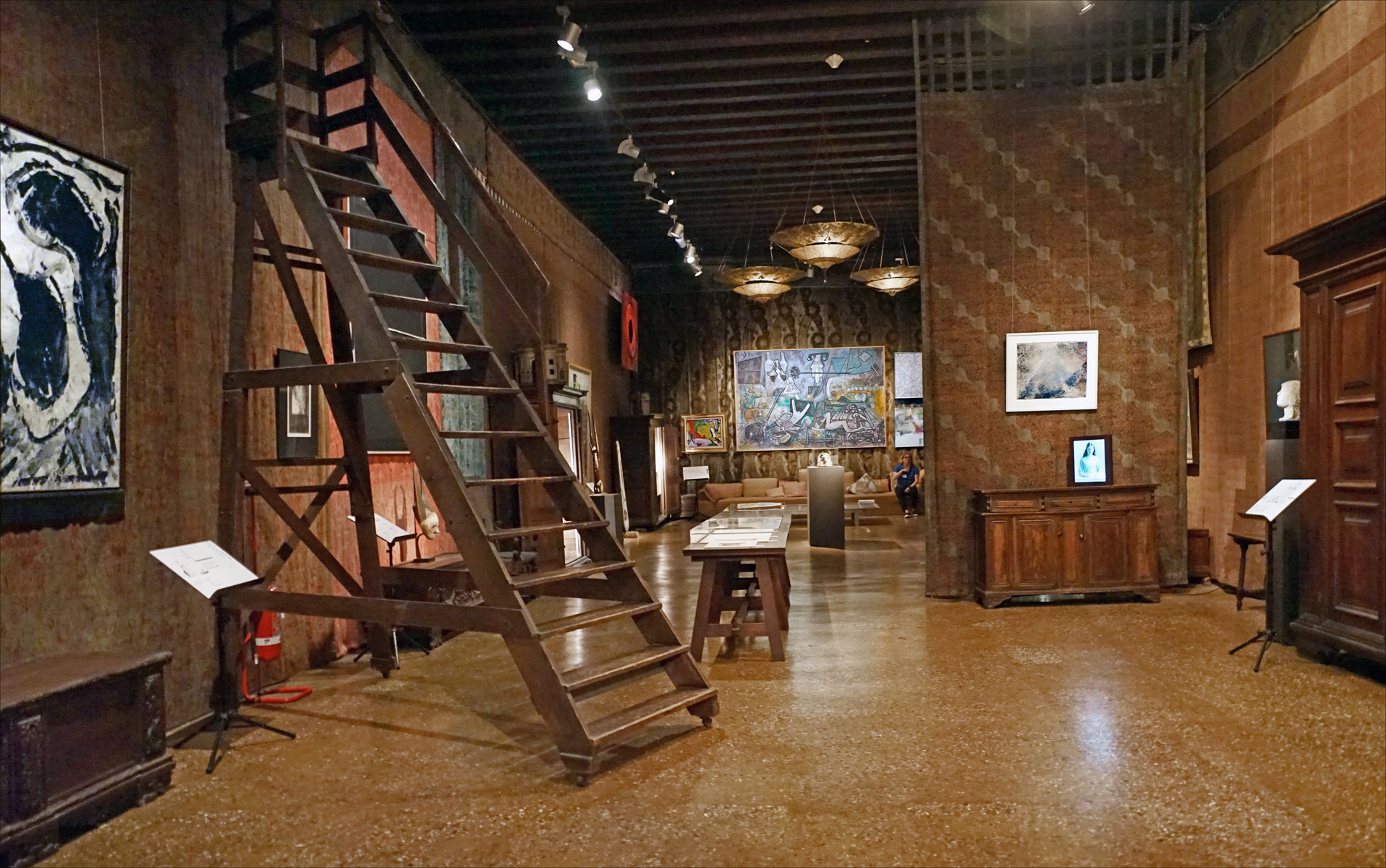

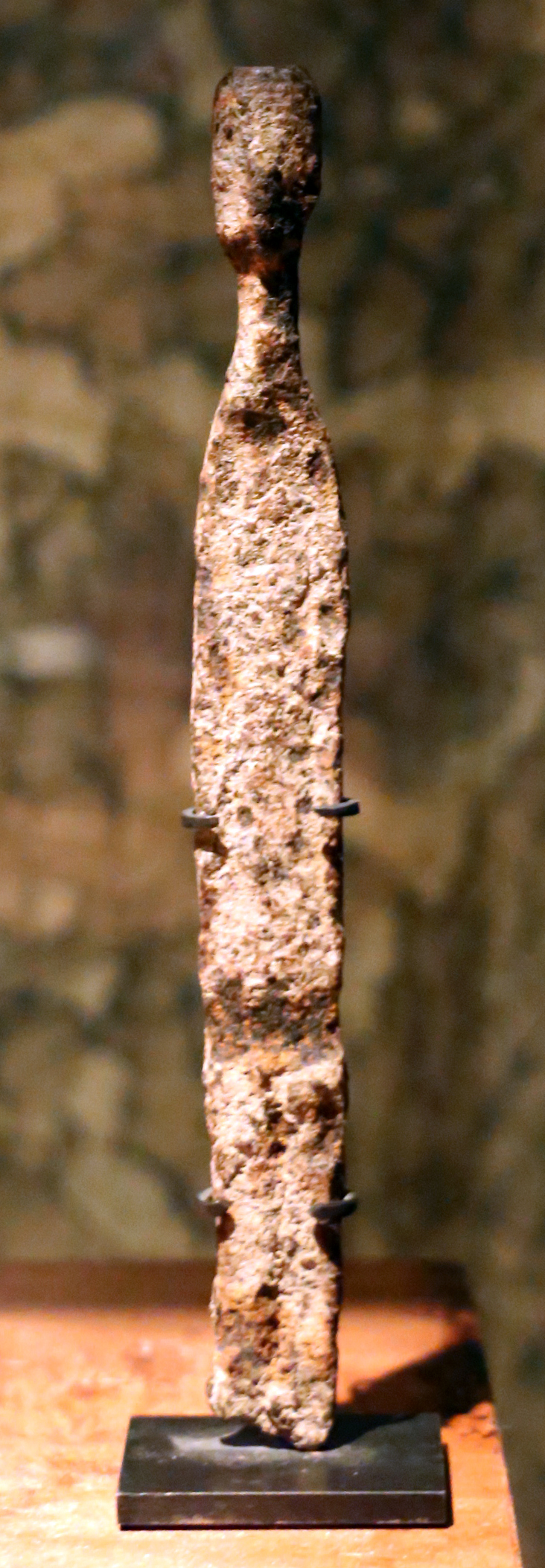
Figurine africaine du XIXe siècle.
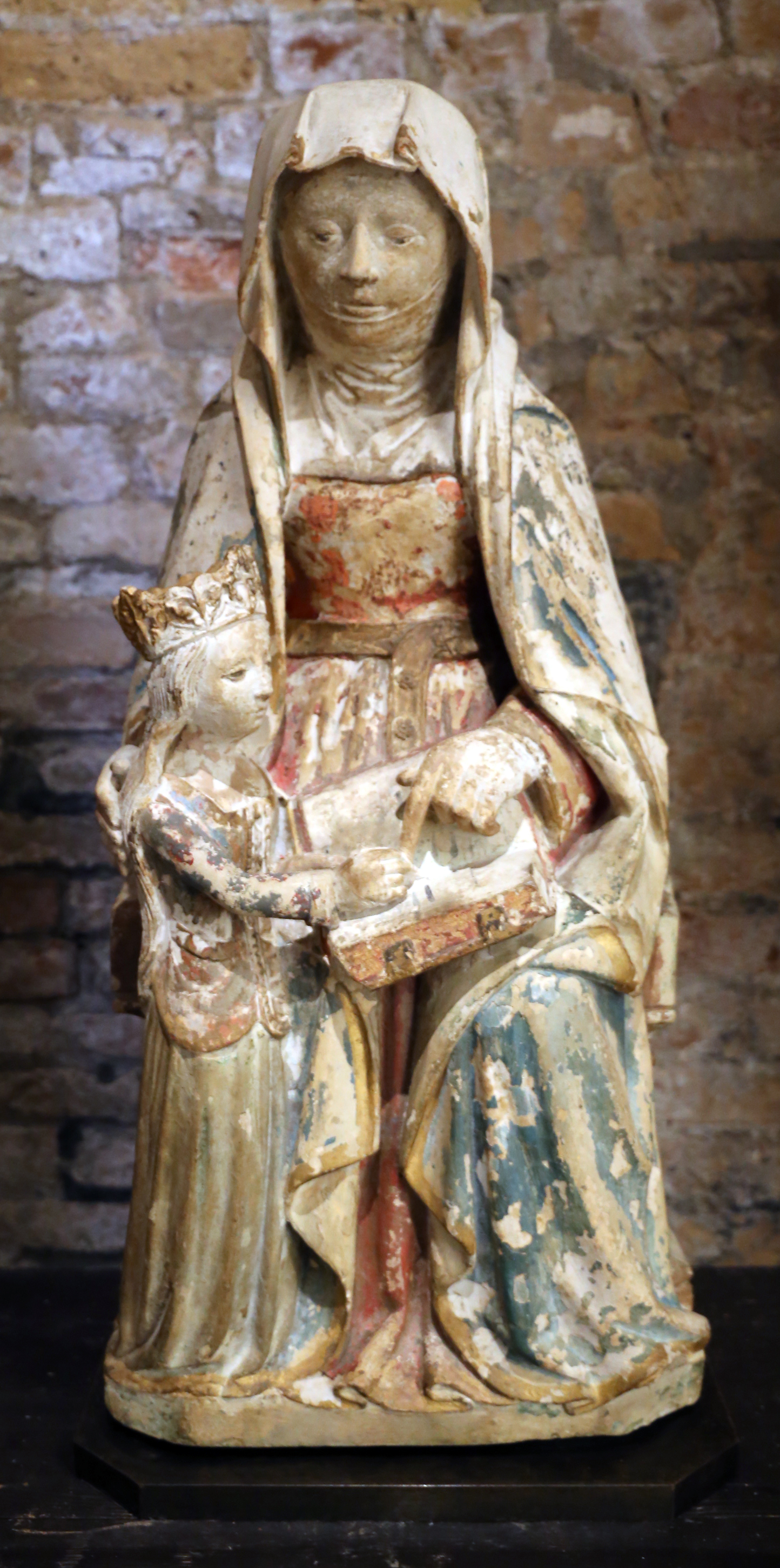
Sainte Anne, vers 1500, Normandie.
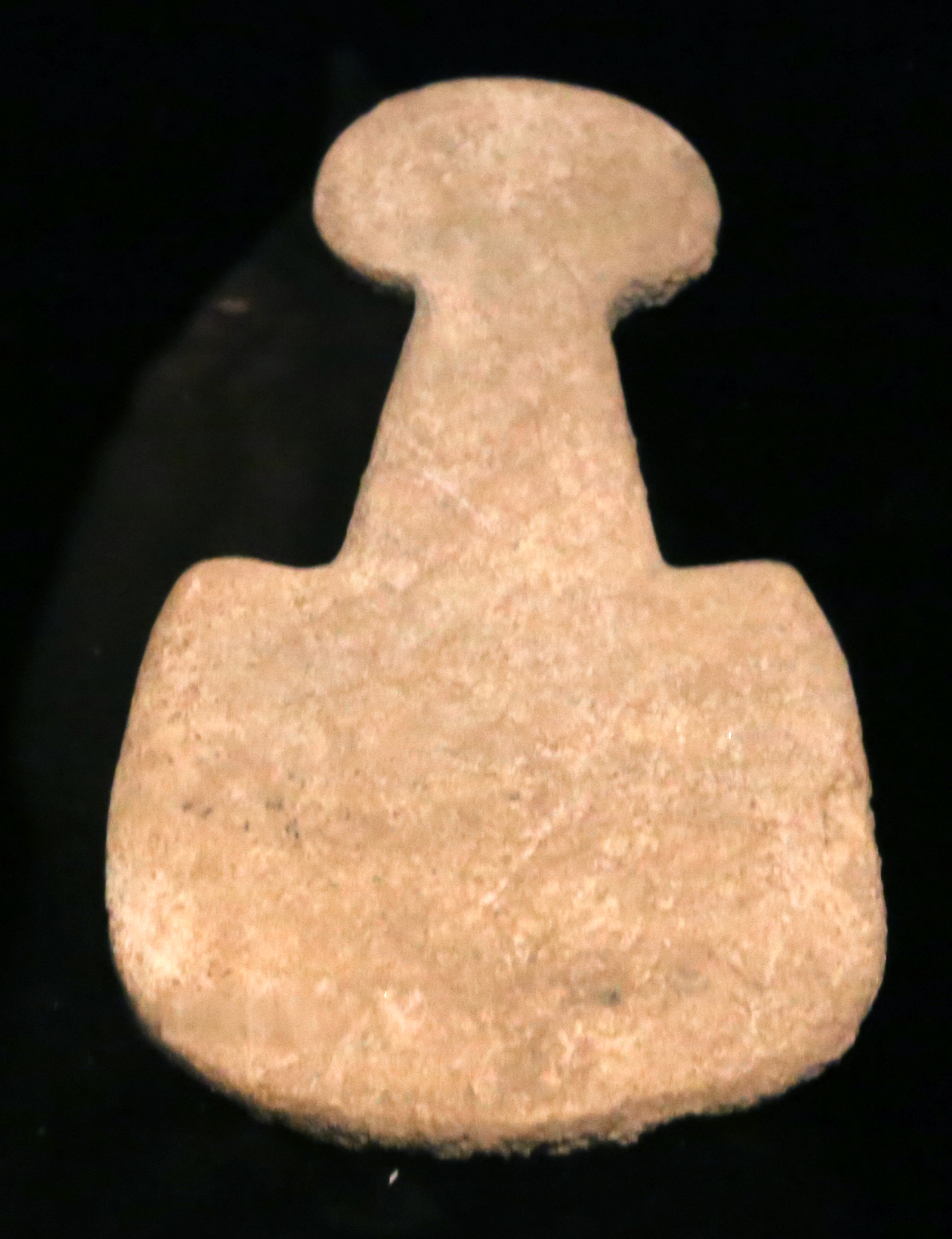
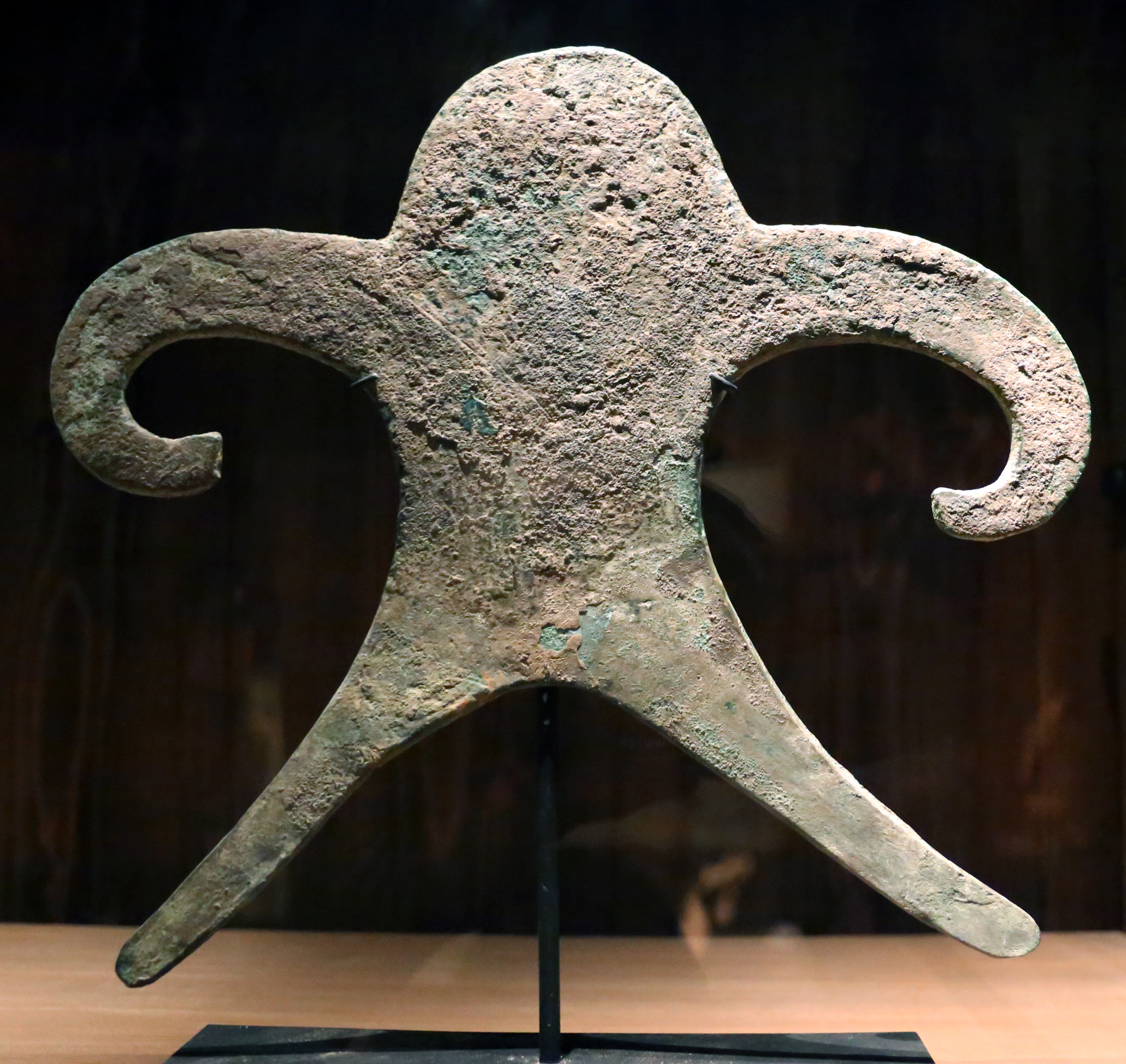
Figure anthropomorphe
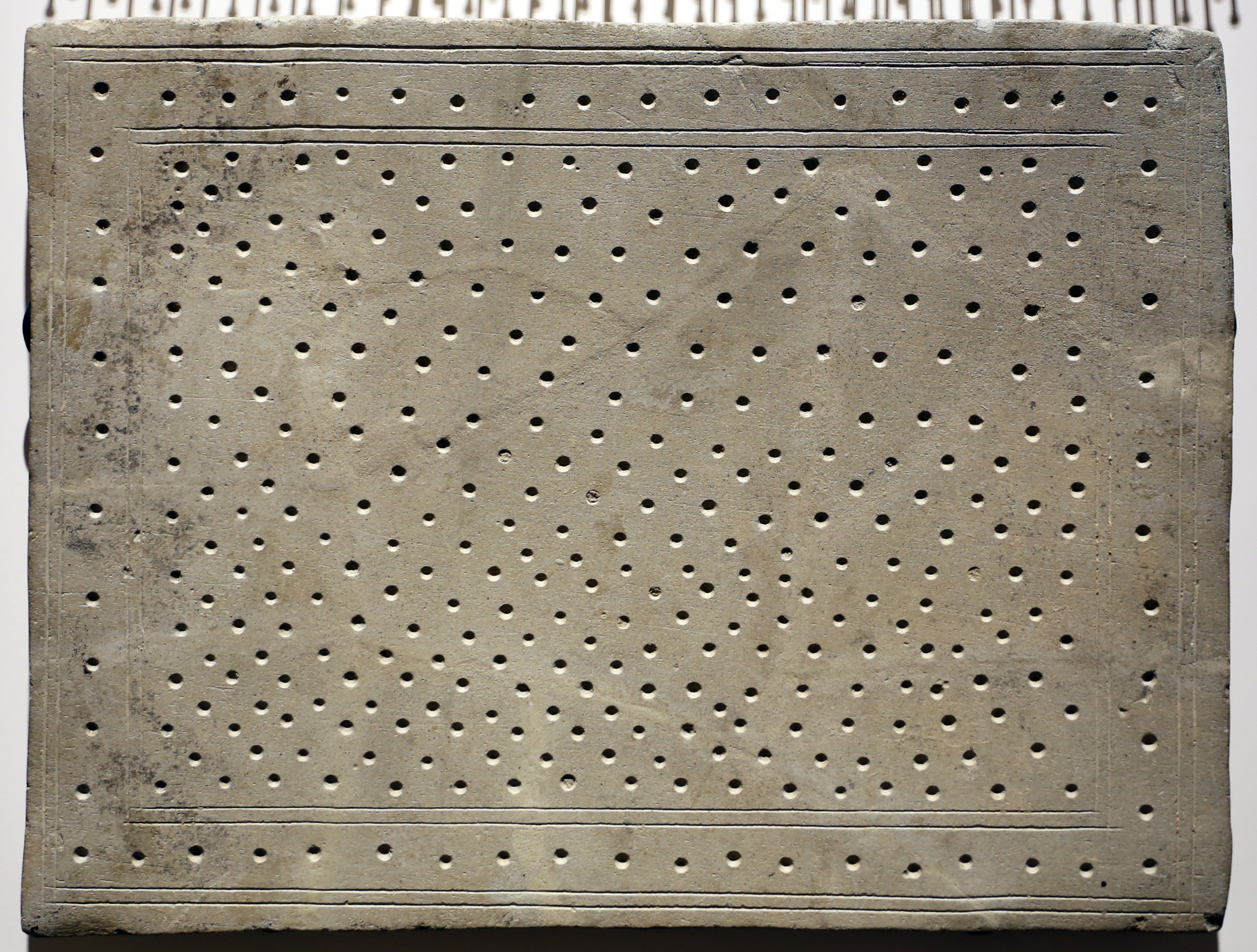
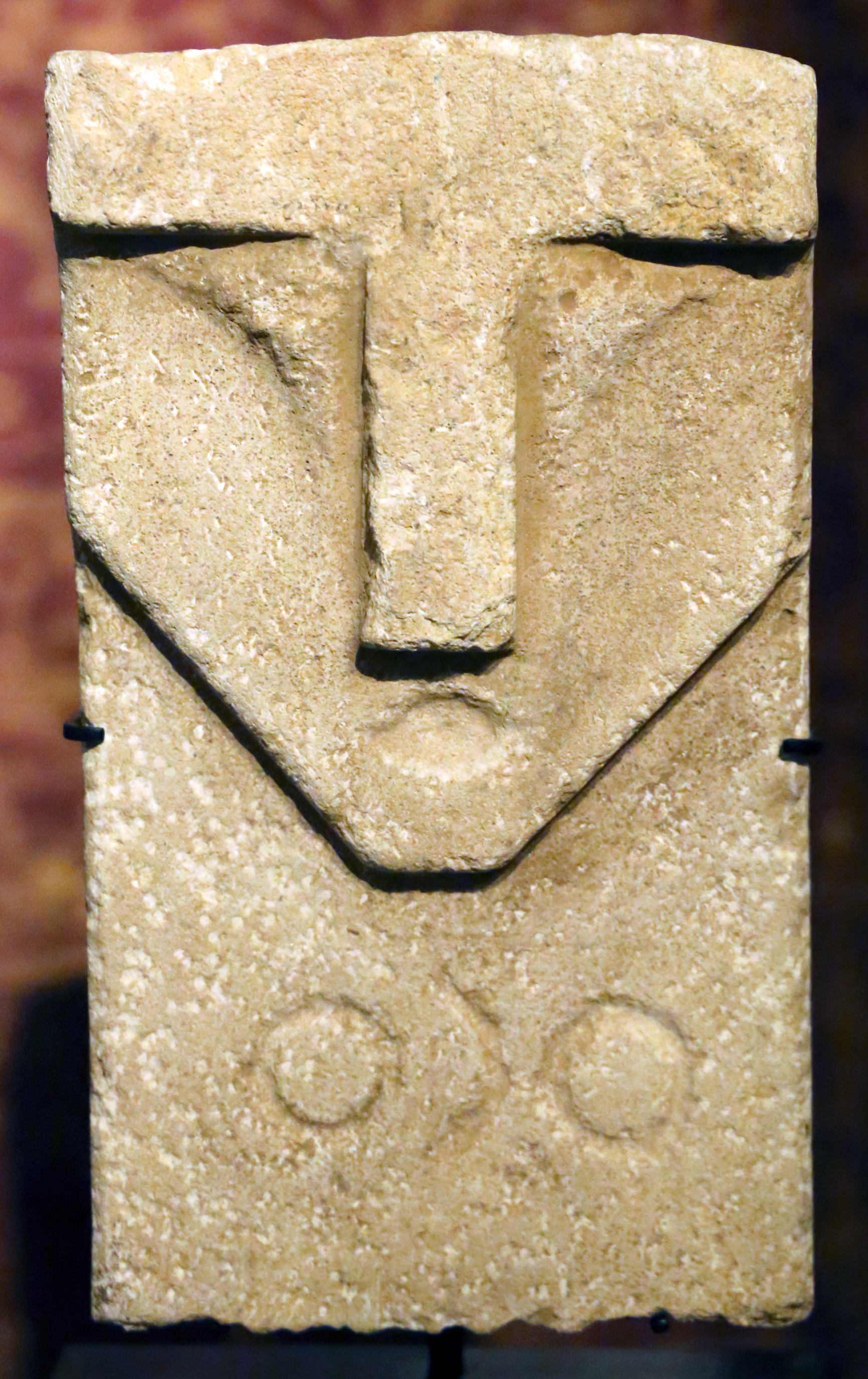

### Le concepteur d'intérieurs
En 2010, Vervoordt co-écrit avec l'architecte Miki Tatsuro Wabi Interiors, suivi de Esprit wabi en 2012,. Il présente dans ces livres l'esthétique wabi-sabi qu'il affectionne pour les intérieurs. Ces livres popularisent cette esthétique et Axel Vervoordt reçoit des demandes de personnalités américaines pour aménager leur intérieur. Il décore ainsi la Tribeca Penthouse Suite pour Robert De Niro en 2014 puis la Calabasas house de Kanye West et Kim Kardashian. Il compte également parmi ses clients Madonna, Bill Gates et Sting. Il reçoit également des commandes hors des États-Unis comme le Bayerischer Hof à Munich ou encore le Palais Royal de Belgique dans lequel il redécore le Salon aux Pilastres et le Salon des Maréchaux en 2010,.

### De Kanaal
14 ans après l'achat du château de s'-Gravenwezel,  en 1997, Axel Vervoordt se trouve à nouveau en manque de place pour ses activités et jette son dévolu sur une ancienne malterie, De Kanaal, située à 5 kilomètres de son château,. Il s'agit d'un ensemble de bâtiments déployé sur plus de 2 hectares dominés par trois silos de béton qui avait été la propriété du groupe Heineken jusqu'à la fin des années 1980. Ce sont ses fils – Boris et Dick – qui gèrent l'essentiel de ce projet qui doit accueillir le stock et les collections du couple Vervoordt, ainsi que des espaces d'exposition, une galerie d'art contemporain et des logements. Les bâtiments sont achetés uns à uns à partir de la fin des années 90 pour former un véritable village. Sur 55 000 m2, il est composé d'une centaine d'appartements, des espaces de bureaux, une boulangerie artisanale, un marché de produits bio, un auditorium et des espaces d'exposition. Les premiers appartements ouvrent en 2014 et la galerie et les espaces d'exposition de la Fondation Axel & May Vervoordt ouvrent en 2017,. De Kanaal abrite l'un des plus grands ensembles d'art privé d'Europe avec près de 15 000 œuvres et objets d'art allant de l'antiquité égyptienne à l'art contemporain. Trois espaces d'exposition permettent à Axel Vervoordt de concevoir ses expositions. L’exposition inaugurale présente une sélection de chefs-d’œuvre de la fondation par des artistes des mouvements ZERO et Gutai car en 2005, Axel avait découvert ce groupe d'artiste japonais qui précède le mouvement ZERO et partage de nombreuses caractéristiques avec lui. Par ailleurs, une grande collection de sculptures bouddhistes Dvâravatî est exposé de façon permanente. En 2019, les activités internationales sont fusionnées au sein d'une holding à Kanaal, le groupe emploie environ 85 employés et il est géré par Boris.

## Distinctions
Axel Vervoordt est nommé baron en 2024 par le roi Philippe.